# Diacritiques des syllabaires japonais
On appelle diacritique un signe graphique apposé à un graphème, afin de transcrire un phonème modifié de celui que transcrit ce graphème utilisé seul.
Le japonais utilise deux diacritiques :
- le premier, ◌゙, est un signe composé de deux petits traits, qui permet de transformer une consonne sourde en consonne sonore à l'initiale d'une syllabe — à l'exception du h qui est changé en b — et qui a plusieurs dénominations :
  - dakuten (濁点, « point voisé »),
  - nigori (濁り), par abréviation de nigoriten (濁り点, « point de voisement »),
  - et plus familièrement ten-ten (点点 ou 点々, « point point ») ;
- le second, ◌゚, est un petit rond, qui permet de transformer h en p, et qui a deux noms :
  - handakuten (半濁点, « point semi-voisé »),
  - et plus familièrement maru (丸, « rond »).

## Modifications des hiraganas
On ne cite que l'attaque de la syllabe.
- K + ◌゙ = G (soit [k] ➜ [ɡ])
- S + ◌゙ = Z (soit [s] ➜ [z])
  - cas particulier : SHI + ◌゙ = JI (soit [ɕi] ➜ [ʑi])
- T + ◌゙ = D (soit [t] ➜ [d])
  - cas particulier : CHI + ◌゙ = dJI (soit [t͡ɕi] ➜ [d͡ʑi])
  - cas particulier : TSU + ◌゙ = dZU (soit [t͡sɯ] ➜ [d͡zɯ])
- H + ◌゙ = B
- H + ◌゚ = P

## Modifications des katakanas
Les modifications des katakanas sont les mêmes que celles des hiraganas. On transcrit seulement en plus le son [v] (dans les mots d'emprunt) par U + ◌゙ : ヴ.